# День працівників ракетно-космічної галузі України
Де́нь працівникі́в раке́тно-космі́чної га́лузі Украї́ни — професійне свято України. Відзначається щороку 12 квітня. Припадає також на Міжнародний день космонавтики.

## Історія свята
Свято встановлено в Україні «…ураховуючи значний внесок працівників ракетно-космічної галузі України у наукові дослідження, створення сучасної ракетно-космічної техніки та впровадження високих космічних технологій в народне господарство…» згідно з Указом Президента України «Про День працівників ракетно-космічної галузі України» від 13 березня 1997 р. № 230/97.